# Los bandidos de Río Frío (película de 1956)
Los bandidos de Río Frío es una película de western mexicana de 1956 dirigida por Rogelio A. González y protagonizada por Luis Aguilar y Rita Macedo. Esta cinta está basada en la novela homónima de Manuel Payno.

## Argumento
Debido a que la novela de Payno es bastante extensa, la película se basó en la historia de amor de Juan Robreño y Mariana de Sauz que tiene lugar a principios del siglo XIX. El director filmó prácticamente al mismo tiempo la secuela Pies de Gato. Mariana es hija de Don Juan, conde de Sauz, y se enamora de Juan Robreño, hijo del administrador de la hacienda del conde. El conde se opone al amor que su hija siente por Juan pues pretende casarla con el marqués de Valle Alegre. Juan y Mariana tienen un hijo, el cual nace durante una larga ausencia del conde, el niño es dejado al cuidado de la prima de Juan pero se pierde durante un descuido. El conde se lleva a Mariana a España. Juan quería ser agricultor pero se ve obligado a convertirse en un bandido semejante a Chucho el Roto o Robin Hood que ayuda a los pobres. Juan adopta el nombre de Rubén Cataño el Pies de Gato para ocultar su verdadera identidad. De forma paralela se narran los amores de Cecilia, una exitosa y próspera frutera, con el licenciado Crisanto Lamparilla, y de Casilda, empleada doméstica, con don Pedro. El hijo de Juan llega a manos de Cecilia por azahares del destino, cuando crece es llevado con Evaristo como aprendiz de carpintero.
Uno de los antagonistas de la película es Evaristo, un carpintero que se casa con Tule, empleada doméstica de la casa del conde; tras asesinarla durante una borrachera, se une a los bandidos de Ruben Cataño, pero más tarde los traiciona y se separa para convertirse en un ladrón malvado y cruel.  El conde compromete a Mariana en matrimonio con el marqués de Valle Alegre, cuando Juan se entera de la boda acude a Jalisco para impedirla, pero es Mariana quien se niega a casarse durante la ceremonia. El padre de Juan impide que éste arremeta contra el conde y el marqués. Cuando Juan regresa para reunirse con su banda es capturado por el coronel Baninelli, su antiguo jefe en el ejército. En la tropa milita Marcos, el hijo de Juan, pese a la oferta de Baninelli para dejarlo escapar, Juan se rehúsa y decide ser fusilado como último acto de valor para dar ejemplo a su hijo, pero cuando Marcos descubre la identidad de su padre, lo ayuda a escapar y deserta para unirse a la banda.  La continuación de la historia se filmó en la secuela Pies de Gato.

## Reparto
- Luis Aguilar como Juan Robreño («Pies de Gato»)
- Rita Macedo como Mariana del Sauz
- César del Campo como Fernando de los Monteros
- Dagoberto Rodríguez como Evaristo
- Fernando Casanova como Marcos
- Prudencia Griffel como Agustina
- Miguel Ángel Ferriz como padre de Juan
- Alfredo Varela "Varelita" como licenciado Lamparilla
- Julio Ahuet como cochero
- Georgina Barragán como Cecilia
- Guillermo Bravo Sosa como borracho
- Berta Cervera como sirvienta Tule
- José Chávez como tendero
- Rogelio Fernández como emperador, militar
- Ernesto Finance como sr. Presidente
- Lupe Inclán como yerbera
- Enriqueta Reza como yerbera
- José María Linares Rivas
- Fernando Soto «Mantequilla» como Hilario

## Datos técnicos
La música fue de Gonzalo Curiel y la fotografía estuvo a cargo de Raúl Martínez Solares. El productor fue Emilio Tuero y el diseño de producción fue de Francisco Marco Chillet. La escenografía la realizó Raúl Serrano y la fotografía Raúl Martínez Solares quien contó con la ayuda de Cirilo Rodríguez y Carlos Nájera. La edición fue hecha por Carlos Savage.

## Críticas
Aunque la película se separa del argumento de la novela, logró tener éxito por la popularidad de Luis Aguilar y Rita Macedo.